# Fidżi na Letnich Igrzyskach Olimpijskich Młodzieży 2010
Fidżi na Letnich Igrzyskach Olimpijskich Młodzieży w Singapurze w 2010 reprezentować będzie 5 sportowców w 4 dyscyplinach.

## Skład kadry

### Judo
- Diau Baru

### Lekkoatletyka
- Lepani Naivalu

### Pływanie
- Tieri Erasito

### Podnoszenie ciężarów
- Charlie Lolohea
- Louise Lolohea